# Din John Arias
Din John Arias Álvarez (Hatillo, San José, 25 de octubre de 1992) es un futbolista costarricense que juega de interior derecho en el Club Sport Uruguay, de la Segunda División de Costa Rica.

## Trayectoria
Arias es oriundo del distrito de Hatillo en el cantón de San José. Sus primeros pasos en el fútbol los dio a los trece años en el equipo Danilo Balmaceda Blynky Balón, de su localidad, posicionándose en la mayoría de los partidos como delantero. Poco después se marchó al conjunto de Juventud Deportiva y a partir de ese momento su demarcación cambió a mediocentro creativo.
De manera un poco más formal en 2014, a los veinte años fichó para el Barrio México de la Segunda División y estuvo dos años bajo las órdenes del entrenador Hugo Viegas.
Luego de su salida del equipo, Din se dedicó a trabajar en una pizzería con un amigo, donde hacía las labores de limpiar las mesas y atender a los clientes. Vinculado con el deporte, también se desempeñó como árbitro de partidos de liga menor en el Estadio "Coyella" Fonseca.
Sus esperanzas en jugar profesionalmente no mermaron y fue traído al Pérez Zeledón de la Primera División que dirigía el entrenador Mauricio Wright, como recomendación del estratega Viegas, esto en febrero de 2016. Debutó el 4 de abril en la derrota 2-1 de visita contra el Cartaginés y sus buenas presentaciones le colocaron como promesa de los generaleños. Estuvo un año y seis meses y marcó un total de tres goles en 34 apariciones, sobre rivales como Alajuelense, Liberia y Herediano.
El 18 de abril de 2017, el jugador dio el salto a la Liga Deportiva Alajuelense, uno de los clubes más importantes del país. Su debut en el Torneo de Apertura se produjo el 30 de julio en el Estadio Nacional, escenario donde su equipo fue visitante ante el recién ascendido Grecia. Arias completó la totalidad de los minutos en esa oportunidad y su grupo aseguró la ganancia con cifras de 0-3.

## Clubes
| Club               | País       | Año               |
| ------------------ | ---------- | ----------------- |
| A.D. Barrio México | Costa Rica | 2014 - 2015       |
| Pérez Zeledón      | Costa Rica | 2016 - 2017       |
| L.D. Alajuelense   | Costa Rica | 2017              |
| C.S. Cartaginés    | Costa Rica | 2018              |
| Pérez Zeledón      | Costa Rica | 2018              |
| Guadalupe FC       | Costa Rica | 2019 - actualidad |